# ユン・ツボタジ
ユン・ツボタジ（ゆん・つぼたじ、Yung Tsubotaj）は、EP-4のパーカッショニスト、ソロの音楽家。演奏者としてやすきひろこ、横瀬智也、筝曲家の山田裕子との共演も多い。京都府生まれ。

## 来歴
1982年にEP-4に加入する。1984年にヨーロッパツアー等の海外公演を行う。1986年までに発売した4枚のアルバム、3枚のシングル、1枚のカセットブック全てに参加している。